# Pompaples
Pompaples ist eine politische Gemeinde im Distrikt Morges des Kantons Waadt in der Schweiz. Aufgrund seiner Lage auf der Wasserscheide Mittelmeer – Nordsee nennt sich Pompaples auch «Le milieu du Monde» («Mittelpunkt der Welt»).

## Geographie
Pompaples liegt auf 490 m ü. M., 1 km nördlich von La Sarraz und 18 km nördlich der Bezirkshauptstadt Morges (Luftlinie). Das ehemalige Strassenzeilendorf erstreckt sich beidseits des Nozon, am Fuss des Juras, im Waadtländer Mittelland.
Die Fläche des 4,5 km² grossen Gemeindegebiets umfasst einen Abschnitt des Waadtländer Mittellandes. Der südwestliche Teil liegt im Bereich des Jurafussplateaus, in das der Nozon ein Tal eingegraben hat; hier befinden sich die leicht zugänglichen Kletterfelsen von Saint-Loup. Auf dem Plateau nördlich des Nozontals wird mit 583 m ü. M. der höchste Punkt von Pompaples erreicht. Die südliche Grenze verläuft auf einem Hügelkamm, der die Wasserscheide zwischen den Einzugsgebieten von Rhein und Rhone bildet. Nach Nordosten erstreckt sich der Gemeindeboden über die zur Orbeebene abfallenden Hänge des Jurafussplateaus, untergliedert durch das Tälchen Orgevaux. Der äusserste Nordostteil liegt im Flachland der landwirtschaftlich intensiv genutzten Plaine de l’Orbe, in welcher der Entrerocheskanal die Grenze markiert. Von der Gemeindefläche entfielen 1997 9 % auf Siedlungen, 18 % auf Wald und Gehölze, 72 % auf Landwirtschaft und etwas weniger als 1 % war unproduktives Land.

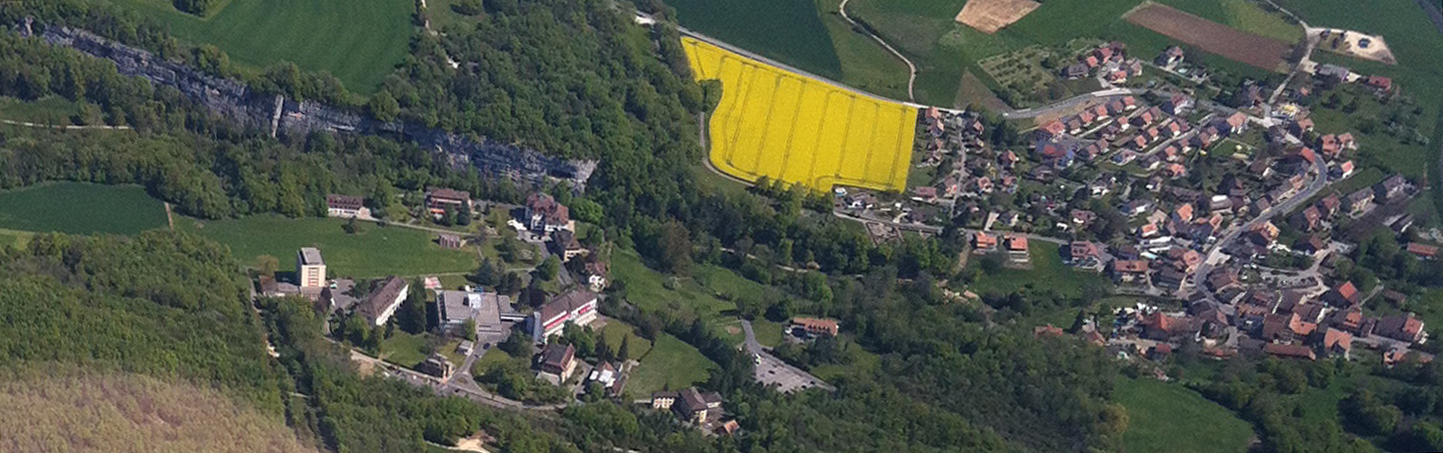
Luftaufnahme mit Saint-Loup (links) und dem Ortskern

Zu Pompaples gehören die Siedlung Saint-Loup (525 m ü. M.) südlich des Nozontals sowie einige Einzelhöfe. Nachbargemeinden von Pompaples sind La Sarraz, Arnex-sur-Orbe, Bavois und Orny.

## Bevölkerung
Mit 927 Einwohnern (Stand 31. Dezember 2023) gehört Pompaples zu den kleineren Gemeinden des Kantons Waadt. Von den Bewohnern sind 90,0 % französischsprachig, 2,5 % portugiesischsprachig und 2,4 % deutschsprachig (Stand 2000). Die Bevölkerungszahl von Pompaples belief sich 1900 auf 349 Einwohner. Seit 1980 (544 Einwohner) wurde eine kontinuierliche Bevölkerungszunahme beobachtet.

## Wirtschaft
Pompaples war bis ins 20. Jahrhundert ein vorwiegend durch die Landwirtschaft geprägtes Dorf. Heute haben der Ackerbau und der Obstbau nur noch eine untergeordnete Bedeutung in der Erwerbsstruktur der Bevölkerung. Weitere Arbeitsplätze sind im lokalen Kleingewerbe und im Dienstleistungssektor vorhanden. Im Ort gibt es einen Betrieb, der sich auf den Bau von Schwimmbädern spezialisiert hat, und eine Landschaftsgärtnerei. Die Mühle Moulin de Bornu, die im 16. Jahrhundert gegründet wurde, hat ihren Betrieb Mitte des 20. Jahrhunderts eingestellt. Vom Nozon wurde ein Kanal zu dieser Mühle erstellt. Unterhalb der Mühle fliesst der eine Teil des Wassers zurück in den Nozon und damit zum Rhein, während der andere über die hier nur auf 490 m ü. M. liegende Hauptwasserscheide zur Venoge (Einzugsgebiet der Rhône) geleitet wird. Deshalb trägt Pompaples auch den Übernamen Milieu du monde (Mitte der Welt).
Im Jahr 1852 wurde das Spital Saint-Loup gegründet, das bis 1956 unter der Leitung der Waadtländer Diakonissen stand. Das Spital, grösster Arbeitgeber des Dorfes, besitzt auch eine Krankenpflegerinnenschule.

## Verkehr
Die Gemeinde ist verkehrstechnisch gut erschlossen. Sie liegt an der Hauptstrasse 9 von Lausanne nach Vallorbe. Der Autobahnanschluss La Sarraz an der 1981 eröffneten A1 (Lausanne-Yverdon) ist rund 6 km vom Ortskern entfernt. Die Eisenbahnlinie Cossonay-Vallorbe führt zwar an Pompaples vorbei, besitzt aber keinen Bahnhof; der nächste Bahnhof befindet sich in La Sarraz. Durch einen Postautokurs, der von La Sarraz via Pompaples zum Spital Saint-Loup verkehrt, ist das Dorf an das Netz des öffentlichen Verkehrs angeschlossen.

## Geschichte
Die erste urkundliche Erwähnung des Ortes erfolgte 1049 unter dem Namen Pons Papuli. Später erschienen auch die Bezeichnungen Pompaploz (im 14. Jahrhundert) und Pompapuli (Ende des 15. Jahrhunderts). Die Etymologie des Ortsnamens ist umstritten. Der Name geht entweder auf das lateinische pons (Brücke) und Papulus (einen Genfer Bischof des 6. Jahrhunderts) oder ebenfalls auf das lateinische Wort populus (Pappel) zurück.
Seit dem Mittelalter gehörte Pompaples zur Herrschaft La Sarraz. Mit der Eroberung der Waadt durch Bern im Jahr 1536 kam das Dorf unter die Verwaltung der Vogtei Romainmôtier. Nach dem Zusammenbruch des Ancien Régime gehörte Pompaples von 1798 bis 1803 während der Helvetik zum Kanton Léman, der anschliessend mit der Inkraftsetzung der Mediationsverfassung im Kanton Waadt aufging. 1798 wurde es dem Bezirk Cossonay zugeteilt.
Im Zweiten Weltkrieg wurden verletzte Kämpfer der Résistance aus dem deutsch besetzten Frankreich ins Spital Saint-Loup gebracht, wo sie kostenlos behandelt und verpflegt wurden.

## Sehenswürdigkeiten

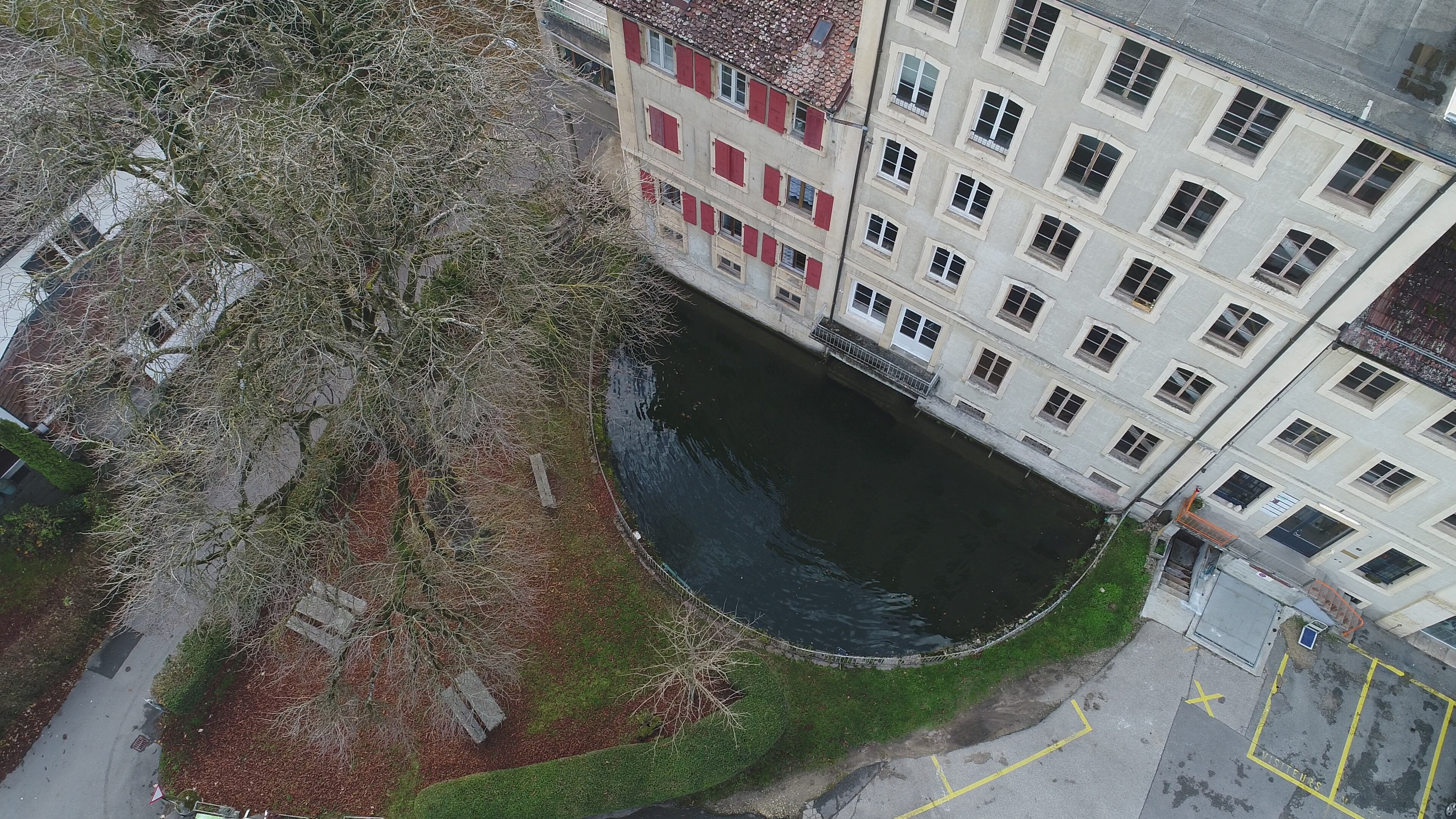
Milieu du monde, Moulin Bornu

Im Ortskern sind einige charakteristische Bauernhäuser aus dem 17. bis 19. Jahrhundert erhalten. Pompaples besitzt keine eigene Kirche, es gehört zur Pfarrei La Sarraz.
Das Haus Moulin Bornu («au milieu du monde») besitzt einen Teich, von dessen zwei Abflüssen einer in die Nordsee, der andere ins Mittelmeer fliesst.

## Persönlichkeiten

### In Pompaples geboren
- Jacques Bourgeois (* 1958), Politiker (FDP)
- Christophe Bertschy (* 1970), Comiczeichner und Illustrator
- Danilo Wyss (* 1985), Radrennfahrer

### Persönlichkeiten die in Pompaples gewirkt haben
- Louis Germond der Ältere (1796–1868), evangelischer Geistlicher und Gründer eines Diakonissenspitals